# Виоланте, Чинтио
Чинтио Виоланте (итал. Cinzio Violante; 16 мая 1921, Андрия — 27 марта 2001, Пиза) — итальянский медиевист. Профессор.
Членкор Британской академии (1977), Американской академии медиевистики (1984), Академии деи Линчеи (1986), иностранный член французской Академии надписей и изящной словесности (1992).
Учился в Высшей нормальной школе при университете в Пизе.
В 1941 году был призван в армию, участвовал в русской кампании, в 1943 году интернирован в Германии, где содержался в лагерях до 1945 года, участник сопротивления.
Окончил Катанийский университет.
В 1956—1963 годах профессор кафедры средневековой истории Католического университета Милана. В 1963—1991 годах профессор в университете Пизы.